# 194 Prokne
Prokne /ˈprɒkniː/ (định danh hành tinh vi hình: 194 Prokne) là một tiểu hành tinh rất lớn và tối ở vành đai chính. Thành phần cấu tạo của nó gồm cacbonat nguyên thủy.
Ngày 21 tháng 3 năm 1879, nhà thiên văn học người Mỹ gốc Đức Christian H. F. Peters phát hiện tiểu hành tinh Prokne khi ông thực hiện quan sát tại Đài quan sát Litchfield thuộc Đại học Hamilton ở Clinton, New York, Hoa Kỳ và đặt tên nó theo tên Procne, chị (em) của Philomela trong thần thoại Hy Lạp. Nó đã che khuất sao 2 lần, lần đầu vào năm 1984, được quan sát từ Ý; lần sau năm 1999, được quan sát từ Iowa (Hoa Kỳ).